# M9 (Russland)
Die M9 Baltija (russisch М9 «Балтия») ist eine Fernstraße in Russland. Sie führt von Moskau in westlicher Richtung über Welikije Luki zur lettischen Grenze (Verbindung mit autoceļš A12) ist Teil der Europastraße 22. Zur Zeit der Sowjetunion verband sie Moskau mit Riga, der Hauptstadt der Lettischen Sowjetrepublik. Zwischen dem Moskauer Autobahnring und Wolokolamsk ist sie als Autobahn ausgebaut.

## Galerie

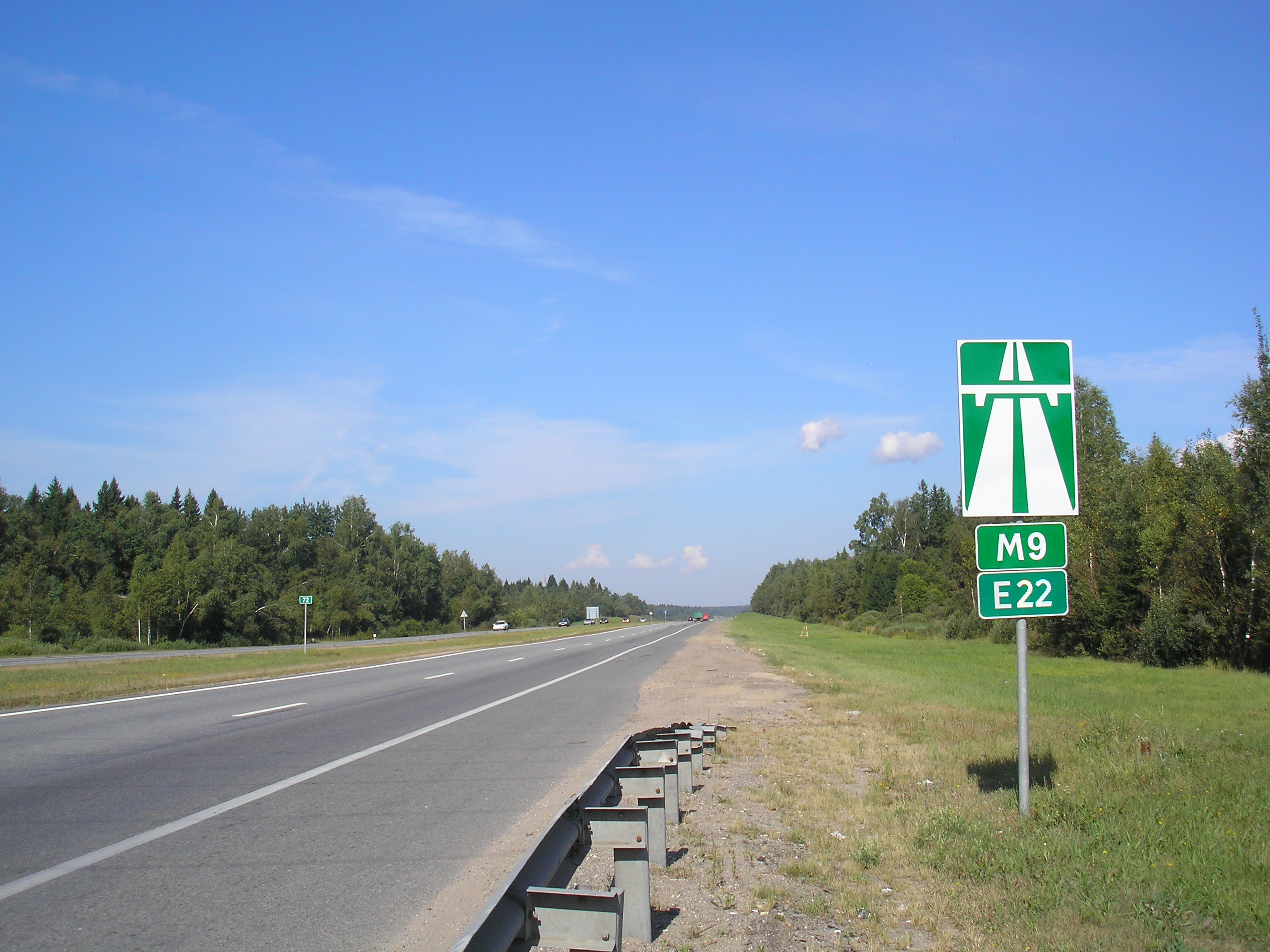
Die M9 als Autobahn
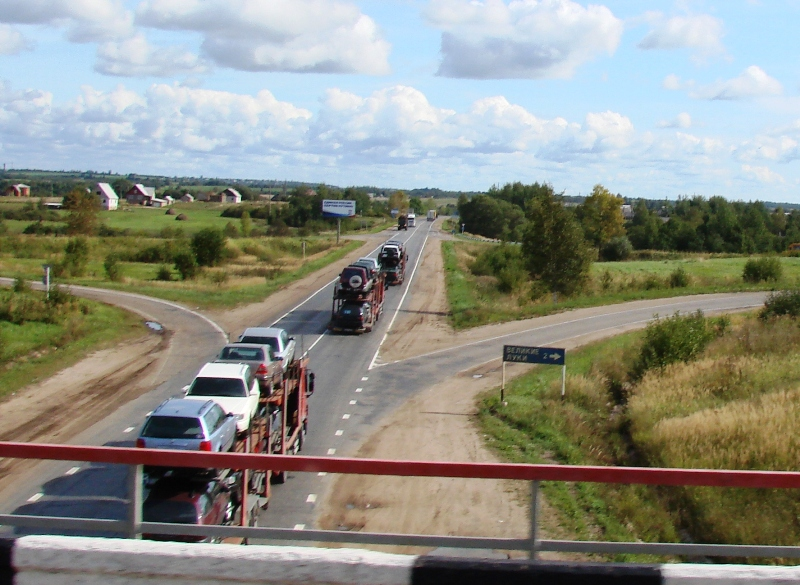
M9 bei Welikije Luki
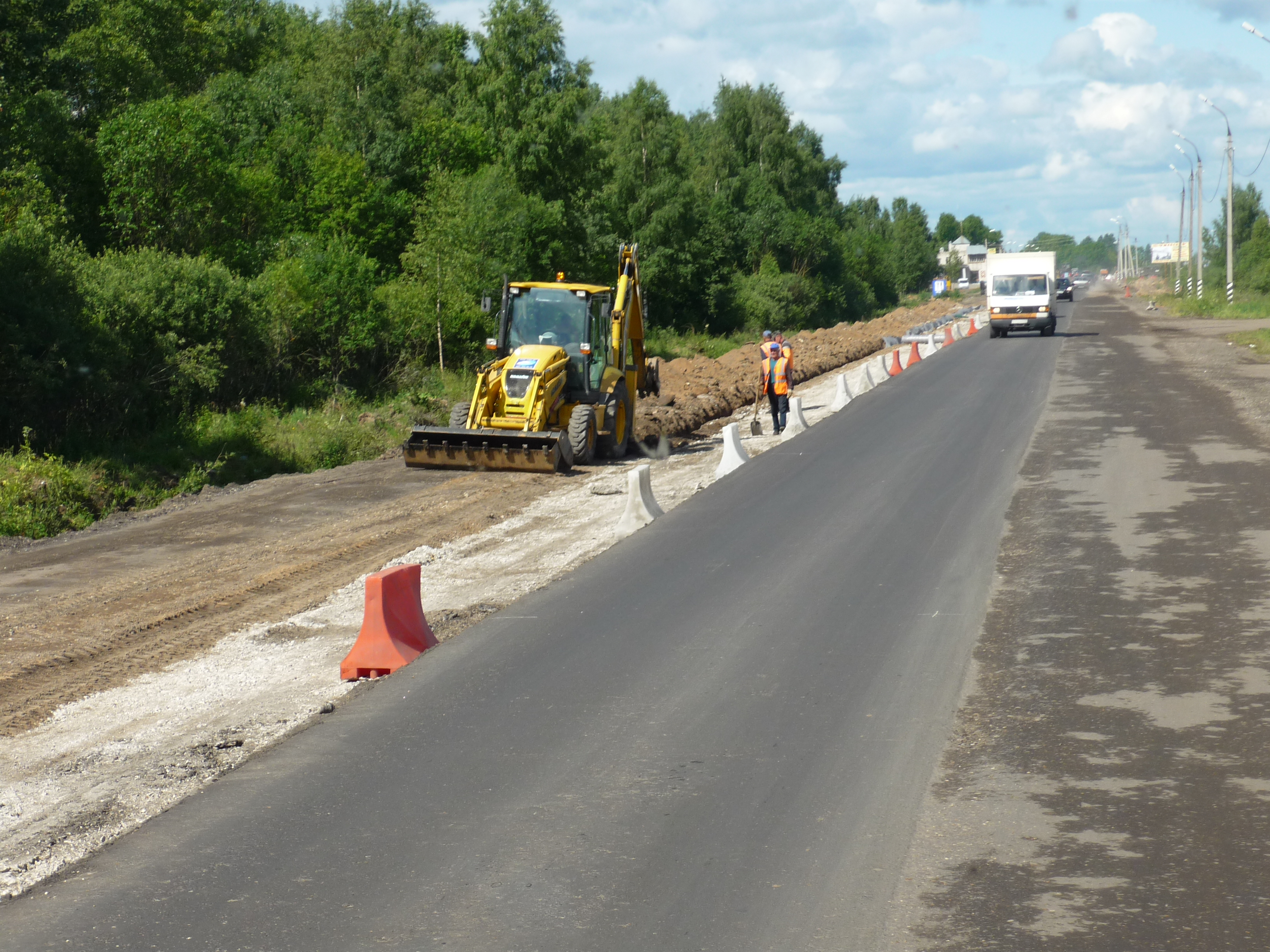
Brückenarbeiten bei Rschew (August 2009)